# Rivula sororcula
Rivula sororcula är en fjärilsart som beskrevs av Saalmüller 1880. Rivula sororcula ingår i släktet Rivula och familjen nattflyn. Inga underarter finns listade.